# ألكسندر ماكارينكو
ألكسندر ماكارينكو (الروسية: Александр Александрович Макаренко) هو لاعب كرة قدم روسي في مركز الوسط، ولد في 4 فبراير 1986 في نوفوسيبيرسك في روسيا. لعب مع أرسنال تولا وبالتيكا كالينينغراد وسيبير نوفوسيبيريسك ونادي ساتورن رامنسكوي ونادي سكا خاباروفسك.

## وصلات خارجية
- ألكسندر ماكارينكو على موقع قاعدة بيانات كرة القدم.إي يو (الإنجليزية)
- ألكسندر ماكارينكو على موقع Soccerway.com (الإنجليزية)
- ألكسندر ماكارينكو على موقع عالم كرة القدم.نت (الإنجليزية)